# Crucea Manafului
Crucea Manafului este o cruce de piatră mare aflată în comuna Breaza din județul Buzău, România, pe vechiul drum ce lega Buzăul de București. Construită de familia unui negustor turc musulman trecut la creștinism și stabilit în Țara Românească, ea este decorată cu motive și islamice. Inițial, crucea, ridicată în 1846, era acoperită de o structură din care s-au mai păstrat patru stâlpi și o grindă.

## Amplasare
Deși în trecut se afla pe un drum important, astăzi ea se află între vii, pe un drum ce le deservește pe ele. Se poate ajunge la ea din drumul comunal asfaltat Săhăteni (DN1B)–Năeni, mergând la dreapta pe un drum de pământ la dreapta după o curbă la stânga cale de 1 km.

## Structura
Monumentul este o cruce de piatră de 4 m înălțime, cu baza de 64×43 cm, încadrată de patru stâlpi înalți de 2,4 m, dispuși în pătrat, cu deschidere laterală de 153 cm. Stâlpii respectivi, în partea de sus sunt uniți între ei printr-un sistem de arcate cioplite din câte un singur bloc de piatră și susțineau în trecut un baldachin similar mormintelor otomane, din care astăzi doar o grindă mai este susținută de doi stâlpi, cealaltă fiind căzută alături. Crucea este împodobită cu motive creștine, reprezentând Sfânta Treime, Sfântul Gheorghe, Dimitrie din Salonic, arhanghelii Mihail și Gabriel, dar și cu elemente zoomorfe și fitomorfe (animale și plante) de inspirație musulmană.
Inscripțiile de pe cruce conțin următoarele texte:
Pe fața vestică: „Această cruce s-au ridicat în zilele înălțatulu nostru Domn Gheorghe Dimitrie Bibescu vv 1846
Pe fața sudică, sub braț: „De robu lui Dmnezeu Ioanu Postelnicu sinu popa Costache Dinu Cârjan ot satu Viespești”
Pe fața nordică, sub braț: „Cu fiii mei : Nicolae, Ioana, Mafteiu, ereu Gheorghe: Morți: Costandin er, Maria presbitera, Costandin, Dimitrie, Nicolae, Danciu, Dobra”

## Construcția
Gheorghe Aldea consemnează că artistul care a realizat crucea este un anume Iordache Vrabie din Bădeni.
Conform preotului localnic Mihai Stanciu, în 1841, negustorul turc Manaf Selim călătorea din Imperiul Otoman către Moldova. Pe drum, ajuns în Țara Românească, între târgurile Gherghița și Buzău, s-a îmbolnăvit de friguri și a trebuit să rămână peste iarnă în satul Greceanca. Acolo, el a cunoscut-o pe Maria, fiica preotului Costache Dinu Cârjan din satul vecin Vispești, s-a îndrăgostit de ea și a hotărât să se stabilească acolo. În următorii ani, Manaf Selim s-a botezat creștin la vârsta de 24 de ani (luându-și numele de Gheorghe). În 1844, s-a căsătorit cu Maria și împreună au deschis un han pe un teren primit ca zestre, aflat pe marginea Drumului Bogdanului, ale cărui ziduri au rezistat până în anii 1980. Ioniță Cârjan,  postelnic și fratele Mariei, a ridicat pe acel teren această cruce mare de piatră în 1846, iar Gheorghe Manaf a împodobit-o cu un baldachin similar mormintelor anatoliene în memoria fiicei sale, Dobra, care a murit la doar două luni la sfârșitul lui 1845. La origine, locul de ridicare al crucii se afla la răscrucea unor drumuri, astăzi ușor deviate.
Altă variantă despre originea numelui crucii, vehiculată de învățătorul D. Ghinea despre fosta comună Vispești, susține că numele ar proveni de la numele unui anume „Ioniță Monahul”. O altă variantă ar fi că originea legată de negustorul turc este doar explicația furnizată de o legendă, respectiva cruce fiind de fapt comandată  și plătită de o anume Doamnă Ghica din Tisău.